# Rayan Cherki
Mathis Rayan Cherki (født 17. august 2003) er en fransk professionel fodboldspiller, som spiller som offensiv midtbanespiller for Premier League-klubben Manchester City og Frankrigs landshold.

## Klubkarriere

### Olympique Lyon
Cherki kom igennem ungdomsakademiet hos sin lokalklub Olympique Lyon, og fik sin førsteholdsdebut den 19. oktober 2019 i en Ligue 1-kamp imod Dijon i en alder af bare 16 år. Han scorede sit seniormål den 4. januar 2020, og blev som resultat den yngste målscorer i klubbens historie. Hans store gennembrud kom dog i 2022-23 sæsonen, hvor han blev etableret som en fast mand på holdet.

### Manchester City
Cherki skiftede i juni 2025 til Manchester City.

## Landsholdskarriere

### Ungdomslandshold
Cherki har repræsenteret Frankrig på flere ungdomsniveauer. Han var del af Frankrigs trup til sommer-OL 2024, som vandt sølv.

### Seniorlandshold
Cherki debuterede for Frankrigs landshold den 5. juni 2025.

## Privat
Cherki er født i Lyon til en algerisk mor og en fransk-italiensk far.